# Pramen Hamelika
Pramen Hamelika je jedním z nejstarších doložených minerálních pramenů Mariánských Lázní.[zdroj?] Vyvěrá na svahu vrchu Hamelika. Prameník není veřejně přístupný, pramen slouží jako zdroj minerální vody pro Ústřední lázně.

## Historie
Poprvé navrtán byl v roce 1929 v oblasti za Ústředními lázněmi. Pojmenován je podle vrchu Hamelika, kde vyvěrá z křemenné pukliny. Hamelika patří k nejstarším místním českým názvům v lázeňských čtvrtích, známý už ze středověku. Nyní se prameni říká Nová Marie.